# 蓬高地区施瓦察赫
蓬高地区施瓦察赫是奥地利萨尔茨堡州蓬高地区圣约翰县的一个市镇。总面积3.2平方公里，总人口3508人，人口密度1096.3人/平方公里（2001年）。